# Dơi quả núi
Dơi quả núi  (danh pháp khoa học: Sphaerias blanfordi) là một loài động vật có vú trong họ Dơi quạ, bộ Dơi. Loài này được Thomas mô tả năm 1891.